# 퀘벡 (도시)
퀘벡(프랑스어: Québec 케베크[*], 영어: Quebec)은 캐나다 퀘벡주의 주도이다. 퀘벡 주 카피탈나시오날 행정 지역의 중심 도시로, 퀘벡 주의회와 같은 주요 기관이 자리잡고 있다. 2016년 기준 퀘벡 시의 인구는 53만 2천여 명이고 광역 인구는 80만 명으로 퀘벡 주에서 몬트리올 다음으로 가장 큰 도시이기도 하다.
세인트로렌스강 하구에 강폭이 갑자기 좁아지는 지점에 위치하며, 퀘벡이라는 지명은 알곤킨 언어로는 "강이 좁아지는 곳"을 뜻한다. 퀘벡은 1608년에 프랑스 탐험가인 사무엘 드 샹플랭이 이곳에 정착지를 세운 이후로 북미에서 가장 오래된 도시 중 하나로 꼽힌다. 퀘벡 구도심을 둘러싸고 있는 성벽은 미국과 캐나다를 통틀어 도시에 남아있는 유일한 성벽으로 1985년에는 구도심 지역이 유네스코 세계 문화유산으로 지정되었다.
불어권 아메리카 대륙의 핵심 도시로 퀘벡 시는 퀘벡 주 동부에서 가장 중요한 도시이면서 캐나다 주요 도시 중 하나이기도 하다. 북미에서 가장 오래된 유럽의 정착지 중 한 곳으로, 1608년에 세워졌다. 퀘벡은 프랑스령인 누벨프랑스 및 영국령 로어캐나다의 식민지 수도이기도 하였으며 짧은 기간 동안 통합 캐나다의 수도로 '오래된 수도'라고 불리기도 한다.
2001년부터 퀘벡은 캐나다에서 캘거리, 에드먼턴, 사스카툰에 이어 네 번째로 가장 경제가 발전된 도시이자 퀘벡 주에서 가장 실업률이 낮은 도시이기도 하다.. 퀘벡 시의 성장 분야는 생명공학, 제조업, 관광업, 생명과학, 건강 및 영양 관련업, 보험 및 응용 기술 등이 있다. 퀘벡은 또한 항만에 있어서 주요한 도시이기도 하다. 2011년, 퀘벡 항은 캐나다에서 밴쿠버 다음으로 두 번째로 가장 많은 화물을 처리하는 항구이고, 크루즈 및 여객선 등을 통해 2013년 기준 16만 2천여 명이 도시를 방문하였다.
'오래된 수도' (la vieille capitale)로 알려진 퀘벡은 북미에서 깊은 역사와 다양한 박물관 및 문화 시설로 잘 알려져 있으며, 2008년에 퀘벡 시는 설립 400주년을 맞아 불어권 아메리카 대륙의 중심지로서 다채로운 축하 행사를 주관하였다.

## 역사

### 선사시대
퀘벡이 있는 곳은 1만 4천 년 전에 만년설 아래에 잠겨 있었다. 이천 년 이후, 이 지역은 물에 침수되었고, 빙하가 녹으면서 샹플랭 해가 형성되고 이후 시간이 지나면서 오늘날의 세인트로렌스강이 되었다. 이 당시 물 위에는 퀘벡 언덕만 보였고 6천 년 이후, 오늘날의 퀘벡이 수면 밖으로 완전히 드러나게 되었다.

### 설립 이전
퀘벡은 북미에서 가장 오래된 유럽인 정착지 중 한 곳으로, 미국과 캐나다를 통틀어 구도심의 성벽이 아직까지 잘 보존되어있는 유일한 도시이기도 하다. 1535년, 프랑스의 탐험가인 자크 카르티에가 1536년 봄에 프랑스로 돌아가기 전에 이곳에 성벽을 쌓았다. 이후 카르티에는 1541년에 이곳에 정착지를 세울 목표를 두고 돌아왔으나 원주민들의 강한 반발과 상당히 추운 날씨로 일 년 만에 손을 떼어야 했다.

### 프랑스령
1608년 7월 3일, 프랑스의 탐험가이자 외교관인 새뮤엘 드 샹플랭이 세인트 로렌스 강에 이로쿼이족이 버려둔 정착지인 스타다코나에 퀘벡이라는 정착지를 건설하였다. 1629년 영국이 차지했다가 곧 다시 프랑스에 넘어가는 등 여러 차례 영국과 프랑스 간에 쟁탈전이 벌어졌다. 그 사이 이 곳은 프랑스의 북아메리카 식민지인 뉴프랑스의 행정 중심지로 발전하였으나, 1763년 파리 조약으로 정식으로 영국령이 되었다. 그 후로도 프랑스인은 프랑스어 사용과 관습 유지를 인정받았으나, 영국계와의 대립이 심했다.
프랑스 지배가 끝난 1763년에 다다라서는 퀘벡은 인구 8천 명의 마을로 성장하였으며 이곳의 고풍스러운 건축물과 성벽과 저택은 근처에 있는 생장과 생로쉬의 판자촌과 대비를 이루었다. 퀘벡은 도시풍이 감도는 작은 식민지 도시였지만 주변 시골 경치와 잘 어우러졌으며 인근 주민들은 잉여 농산물과 장작을 프랑스에 거래하기도 하였다.

### 영국령
1775년 12월 31일, 미국에서 한창 영국에 맞서 독립 혁명이 일어나던 도중, 미국 독립군들이 퀘벡을 영국령으로부터 독립시키기 위해 캐나다 침공 작전의 일환으로 영국군과 퀘벡 전투를 벌였다. 이 도중 리처드 몽고메리가 전사하고 베네딕트 아놀드가 부상당했으며, 대니얼 모건 등 400명 이상이 포로가 되었다. 미 독립군의 패배에 따라 퀘벡을 영국으로부터 독립시키고 미국의 일부로 편입하려던 시도는 실패로 돌아갔다.
미국이 캐나다와 벌이던 1812년 전쟁은 퀘벡에 별다른 영향을 미치지 않았지만, 이후 미국군의 공격을 염려하여 영국군은 1820년에 퀘벡 시타델을 건설하였다. 미국군은 1812년 이후로 캐나다를 공격하지 않았지만, 시타델은 1871년까지 영국군 최대의 주둔지로 남게 되었다. 이후 퀘벡 시타델은 여전히 캐나다 국군이 쓰고 있고 관광 명소로 남게 되었다.
1840년, 캐나다 주가 생긴 이후로, 퀘벡은 킹스턴, 몬트리올, 토론토 및 오타와와 더불어 주도의 역할을 맡게 되었고 1867년, 오타와가 캐나다 연방의 수도가 되었다. 연방제 국가 건설을 위한 퀘벡 회담과 캐나다 회담이 이곳에서 열렸다.

### 연방 결성 이후
캐나다 연방이 결성된 지 6년이 지난 1872년, 캐나다 총독인 더퍼린 경이 퀘벡 성채 안에 관저를 짓기로 하였고 영국계 장교들의 도움으로 총독 관저가 지어졌다. 더퍼린 경이 퀘벡에 온 이후, 이 도시를 관광 도시로 변모하고자 하였다. 더퍼린 경은 성채를 온전히 보존하고 벽을 재건하였으며 성 문을 확장하고 더퍼린 경의 이름을 딴 테라스를 지을 것을 지시하였다.
19세기와 20세기 내내 퀘벡은 영국 등지에서 북미에 정착하려는 이민자들의 주요 목적지였으며, 1830년대에 퀘벡 시는 연간 3만 명의 이민자를 받게 되었으며 3분의 2는 아일랜드인이였다.

## 인구
| 연도 | 인구    | ±%     |
| ---- | ------- | ------ |
| 1871 | 76,593  | —      |
| 1881 | 80,249  | +4.8%  |
| 1891 | 80,546  | +0.4%  |
| 1901 | 88,615  | +10.0% |
| 1911 | 102,214 | +15.3% |
| 1921 | 122,698 | +20.0% |
| 1931 | 168,249 | +37.1% |
| 1941 | 199,588 | +18.6% |
| 1951 | 245,742 | +23.1% |
| 1956 | 279,521 | +13.7% |
| 1961 | 321,917 | +15.2% |
| 1966 | 372,373 | +15.7% |
| 1971 | 408,440 | +9.7%  |
| 1976 | 429,757 | +5.2%  |
| 1981 | 434,980 | +1.2%  |
| 1986 | 440,598 | +1.3%  |
| 1991 | 461,894 | +4.8%  |
| 1996 | 473,569 | +2.5%  |
| 2001 | 476,330 | +0.6%  |
| 2006 | 491,142 | +3.1%  |
| 2011 | 516,622 | +5.2%  |
| 2016 | 531,902 | +3.0%  |

## 기후
| 퀘벡 (퀘벡 장 르사주 국제공항)의 기후                                  | 퀘벡 (퀘벡 장 르사주 국제공항)의 기후 | 퀘벡 (퀘벡 장 르사주 국제공항)의 기후 | 퀘벡 (퀘벡 장 르사주 국제공항)의 기후 | 퀘벡 (퀘벡 장 르사주 국제공항)의 기후 | 퀘벡 (퀘벡 장 르사주 국제공항)의 기후 | 퀘벡 (퀘벡 장 르사주 국제공항)의 기후 | 퀘벡 (퀘벡 장 르사주 국제공항)의 기후 | 퀘벡 (퀘벡 장 르사주 국제공항)의 기후 | 퀘벡 (퀘벡 장 르사주 국제공항)의 기후 | 퀘벡 (퀘벡 장 르사주 국제공항)의 기후 | 퀘벡 (퀘벡 장 르사주 국제공항)의 기후 | 퀘벡 (퀘벡 장 르사주 국제공항)의 기후 | 퀘벡 (퀘벡 장 르사주 국제공항)의 기후 |
| 월                                                                     | 1월                                   | 2월                                   | 3월                                   | 4월                                   | 5월                                   | 6월                                   | 7월                                   | 8월                                   | 9월                                   | 10월                                  | 11월                                  | 12월                                  | 연간                                  |
| ---------------------------------------------------------------------- | ------------------------------------- | ------------------------------------- | ------------------------------------- | ------------------------------------- | ------------------------------------- | ------------------------------------- | ------------------------------------- | ------------------------------------- | ------------------------------------- | ------------------------------------- | ------------------------------------- | ------------------------------------- | ------------------------------------- |
| 역대 최고 기온 °C (°F)                                                 | 17.7 (63.9)                           | 12.0 (53.6)                           | 18.3 (64.9)                           | 29.9 (85.8)                           | 33.1 (91.6)                           | 34.2 (93.6)                           | 35.6 (96.1)                           | 34.4 (93.9)                           | 33.9 (93.0)                           | 28.3 (82.9)                           | 22.9 (73.2)                           | 13.9 (57.0)                           | 35.6 (96.1)                           |
| 일평균 최고 기온 °C (°F)                                               | −7.1 (19.2)                           | −5.0 (23.0)                           | 0.4 (32.7)                            | 8.3 (46.9)                            | 17.5 (63.5)                           | 22.5 (72.5)                           | 25.0 (77.0)                           | 24.0 (75.2)                           | 19.1 (66.4)                           | 11.3 (52.3)                           | 3.6 (38.5)                            | −3.3 (26.1)                           | 9.7 (49.5)                            |
| 일일 평균 기온 °C (°F)                                                 | −11.9 (10.6)                          | −10.4 (13.3)                          | −4.5 (23.9)                           | 3.5 (38.3)                            | 11.6 (52.9)                           | 16.7 (62.1)                           | 19.5 (67.1)                           | 18.4 (65.1)                           | 13.7 (56.7)                           | 6.8 (44.2)                            | −0.1 (31.8)                           | −7.3 (18.9)                           | 4.7 (40.5)                            |
| 일평균 최저 기온 °C (°F)                                               | −16.7 (1.9)                           | −15.7 (3.7)                           | −9.3 (15.3)                           | −1.2 (29.8)                           | 5.6 (42.1)                            | 10.8 (51.4)                           | 13.9 (57.0)                           | 12.8 (55.0)                           | 8.3 (46.9)                            | 2.4 (36.3)                            | −3.8 (25.2)                           | −11.4 (11.5)                          | −0.4 (31.3)                           |
| 역대 최저 기온 °C (°F)                                                 | −36.7 (−34.1)                         | −36.1 (−33.0)                         | −32.6 (−26.7)                         | −19.3 (−2.7)                          | −7.8 (18.0)                           | −1.3 (29.7)                           | 3.9 (39.0)                            | 2.2 (36.0)                            | −4.8 (23.4)                           | −10.0 (14.0)                          | −24.0 (−11.2)                         | −33.4 (−28.1)                         | −36.7 (−34.1)                         |
| 평균 강수량 mm (인치)                                                  | 86.7 (3.41)                           | 65.7 (2.59)                           | 77.7 (3.06)                           | 94.4 (3.72)                           | 91.8 (3.61)                           | 114.7 (4.52)                          | 118.7 (4.67)                          | 108.7 (4.28)                          | 111.3 (4.38)                          | 115.8 (4.56)                          | 90.9 (3.58)                           | 96.2 (3.79)                           | 1,172.6 (46.17)                       |
| 평균 강수일수 (≥ 0.2 mm)                                               | 18.2                                  | 14.7                                  | 14.0                                  | 13.7                                  | 13.6                                  | 13.5                                  | 14.7                                  | 13.0                                  | 12.3                                  | 14.9                                  | 14.9                                  | 18.5                                  | 175.9                                 |
| 평균 상대 습도 (%)                                                     | 70.0                                  | 65.5                                  | 61.1                                  | 56.5                                  | 52.2                                  | 56.9                                  | 59.3                                  | 60.1                                  | 62.7                                  | 65.4                                  | 70.6                                  | 75.1                                  | 63.0                                  |
| 평균 월간 일조시간                                                     | 98.9                                  | 121.2                                 | 152.0                                 | 170.6                                 | 211.1                                 | 234.7                                 | 252.3                                 | 232.0                                 | 163.0                                 | 122.0                                 | 76.6                                  | 81.9                                  | 1,916.3                               |
| 가능 일조율                                                            | 35.5                                  | 41.8                                  | 41.3                                  | 41.9                                  | 45.3                                  | 49.6                                  | 52.7                                  | 52.7                                  | 43.1                                  | 36.0                                  | 27.1                                  | 30.7                                  | 41.5                                  |
| 출처: 캐나다 환경기후변화부 (평년값: 1991년~2020년, 극값: 1875년~현재) |                                       |                                       |                                       |                                       |                                       |                                       |                                       |                                       |                                       |                                       |                                       |                                       |                                       |

## 방송
- JTBC 내 친구의 집은 어디인가 캐나다 편 기욤 패트리의 고향이기도 하다.
- tvN 도깨비의 촬영지이다.

## 자매 도시
- 프랑스 보르도
- 캐나다 캘거리
- 대한민국 신안군
- 중국 시안시
- 러시아 상트페테르부르크
- 레바논 베이루트